# Сторожевск
Сторожевск — село в Корткеросском районе республики Коми, административный центр сельского поселения Сторожевск.

## География
Расположено на правом берегу Вычегды примерно в 38 км по прямой на восток-северо-восток от районного центра села Корткерос.

## История
Известна с 1646 года как деревня Шуйнатуй. В 1707 году уже упоминается как Сторожевск (Шойнаты опустела). В 1719 9 дворов. В 1873 году 135 дворов и 1020 человек. В 1926 году 431 двор. В 1914 году построена Введенская церковь. Село с 1929 по 1963 год было центром Сторожевского района.

## Население
| 1939  | 1959  | 2002  | 2010  | 2012  | 2013  | 2014  |
| ----- | ----- | ----- | ----- | ----- | ----- | ----- |
| 2749  | ↘2499 | ↘2220 | ↘1756 | ↘1691 | ↗1702 | ↘1687 |
| 2015  | 2016  | 2017  | 2018  | 2019  | 2020  | 2021  |
| ↗1689 | ↘1665 | ↘1644 | ↘1615 | ↘1570 | ↘1553 | ↘1479 |

Постоянное население составляло 2220 человек (коми 82 %) в 2002 году.

## Археология
К. С. Королевым на поселении Джуджыдъяг над озером Шойтаны найдено три погребения. Могильные ямы на поселении Джуджыдъяг овальной формы, длиной от 120 до 155 см, шириной 50-80 см и глубиной 45-65 см, ориентированы по линии “северо-восток - юго-запад” или “запад-восток”. Только в одном из погребений сохранился череп со следами воздействия огня. Вещевой инвентарь небогат: бронзовый птицевидный идол, монетовидная серебряная подвеска с изображением сцены охоты, многочисленные бронзовые шумящие подвески и пронизки, бубенчики.